# アーザルミードゥフト
アーザルミードゥフト（中世ペルシア語：Āzarmīgdukht、ペルシア語: آزرمی‌دخت、在位：630年-631年）は、サーサーン朝の女王。彼女はホスロー2世の娘であり、従兄弟のShapur-i Shahrvarazの跡を継いでペルシアを統治した。

## 来歴
アーザルミードゥフトはホスロー2世の娘である。母親は知られていない。数多くの兄弟と異母兄弟がおり、マルダーンシャー、Juvansher、ファッルフザード ホスロー5世、カワード2世、シャフリヤール、そしてボーラーンなどがその中に含まれる。彼女の父ホスロー2世は628年にサーサーン朝の貴族たちによって廃位され、息子のカワード2世が取って代わった。彼は兄弟たちを処刑し、Juvansherとファッルフザード・ホスロー5世だけが身を隠すことに成功した。数ヶ月後、カワード2世はペストで死亡し、7歳の息子アルダシール3世が王位を継いだ。この幼い王は1年後にはサーサーン朝の将軍シャフルバラーズによって殺害され、彼がサーサーン朝の王位を僭称した。40日後、シャフルバラーズはアスパーフバド家の一派である貴族ファッルフ・ホルミズドによって殺害された。ファッルフ・ホルミズドの一派によってただちにボーラーンが女王であることがクテシフォンで宣言された。彼女はしかし、僭称者シャフルバラーズとホスロー2世の姉妹Mirhranの息子、シャープール5世によって後に廃位された。
しかし、シャープール5世はPersig（ペルシア）派として知られる将軍ペーローズ・ホスローの一派から承認されなかった。シャープール5世は排除され、アーザルメミードゥフトに機会が巡ってきた。ペルシア派との連帯と権力の掌握のため、ファッルフ・ホルミズドはアーザルミードゥフトに結婚を申し込んだ。アーザルミードゥフトは敢えてこれを拒否せず、ミフラーン家のSiyavakhshの協力を得て彼を殺害した。彼はかつての高名なスパーフベドで一時諸王の王を称したバフラーム・チョービンの孫である。しかし、彼女はその後すぐにファッルフ・ホルミズドの息子ロスタム・ファッロフザードによって殺害された。彼はボーラーンを王位に戻した。

## 読書案内
- John Martindale:The Prosopography of the Later Roman Empire IIIa. Cambridge, 1992, p. 160
- Antonio Panaino:Women and Kingship. Some remarks about the enthronisation Boran of Queen and her sister Azarmigduxt. In: Josef Wiesehöfer, Philip Huyse (eds):Eran ud Aneran. Studien zu den Beziehungen zwischen dem Sasanidenreich und der Mittelmeerwelt. Stuttgart 2006, p. 221-240.

| アーザルミードゥフト サーサーン朝 630年 - 631年 |                            |                 |
| 先代 シャープール5世                            | ペルシアの女王 630年-631年 | 次代 ボーラーン |